# آماده پوشیدن
آماده پوشیدن (به فرانسوی: Prêt-à-Porter) یک فیلم کمدی آمریکایی محصول سال ۱۹۹۴ به کارگردانی، نویسندگی و تهیه‌کنندگی رابرت آلتمن و فیلمبرداری شده در هفته فشن پاریس با میزبانی بازیگران، مدل‌ها و طراحان بین‌المللی است. فیلم ممکن است به خاطر حضور کوتاه شخصیتهای مهم در تعداد زیادی از صحنه‌های فشن و صحنه پایانی که ۲ دقیقه زنان مدل برهنه را در حال راه رفتن به روی دفیله نشان می‌دهد معروف باشد.